# The Best of The Animals (1988.)
The Best of The Animals je kompilacijski album britanskog rock sastava The Animals, kojeg diskografska kuća Abkco objavljuje u 1988. godine.
To je bila njihova prva kompilacija koja je objavljena na CD-u. Omot albuma isti je kao i istoimeni prethodnik iz 1966. godine, koji je objavljen za američko tržište. Na oba albuma nalaze se isti hit singlovi ali također sadrže i različite pjesme. Album je ponovo objavljen 2000. godine.

## Popis pjesama
1. "The House of the Rising Sun"
2. "I'm Crying"
3. "Baby Let Me Take You Home"
4. "Around and Around"
5. "Talkin' 'Bout You"
6. "Don't Let Me Be Misunderstood"
7. "Boom Boom"
8. "Dimples"
9. "We Gotta Get Out of This Place (britanska verzija)"
10. "I'm in Love Again"
11. "Bury My Body"
12. "Gonna Send You Back to Walker"
13. "The Story of Bo Diddley"
14. "It's My Life"
15. "Bring It on Home to Me"